# Service de sécurité extérieure de la Communauté
Le service de sécurité extérieure de la Communauté française (SSEC) est créé, en mai 1959, pour maintenir la cohésion de la Communauté française contre les menées subversives extérieures.
Le SSEC se concentre essentiellement sur la surveillance des frontières et procède à la recherche et à la répression des atteintes à la sécurité extérieure de la Communauté. Il se présente comme un organe de liaison entre les services parisiens (direction centrale du SSEC, mais aussi Direction de la surveillance du territoire et Service de documentation extérieure et de contre-espionnage) et les services locaux (délégations du SSEC et services de polices locaux), qui dépendent en théorie des exécutifs locaux.
De facto, les directions locales du SSEC, étaient destinées à jouer en réalité le rôle d'un véritable service de renseignement pour le compte de la puissance coloniale française dans la perspective pour cette dernière de maintenir sa surveillance et son influence sur la Communauté.
Le SSEC est créé à l’initiative du préfet Jean Poitevin.
En pratique, la position du SSEC était intenable et son action est restée très limitée, d'autant qu'aucun texte juridique n'est jamais venue la définir. Les indépendances africaines donnent le coup de grâce à ce service qui n'aura duré que quelques mois.
En revanche, dans la continuité du SSEC est créé le 14 décembre 1961 le service de coopération technique internationale de police (SCTIP) qui, pour maintenir l'influence de la France sur les pays nouvellement indépendants, leur propose ses services en matière d'assistance technique et de formation. La recherche de renseignement n'est toutefois pas incluse dans ses missions pour ne pas le rendre suspect aux yeux de ces derniers.